# Grigóris Charalambídis
Grigóris Charalambídis (en grec moderne : Γρηγόρης Χαραλαμπίδης, né le 17 février 1958 à Dráma), était un footballeur grec, aujourd'hui à la retraite, ayant joué au poste d'attaquant dans les années 1980.
Il n'a connu que 2 clubs dans sa carrière professionnelle : Dóxa Dráma et le Panathinaïkós, qu'il rejoint en 1981.
Avec le Panathinaïkós, dès sa première saison au club, il gagne le titre de meilleur buteur du championnat en 1982.